# Память о Матвее Платове

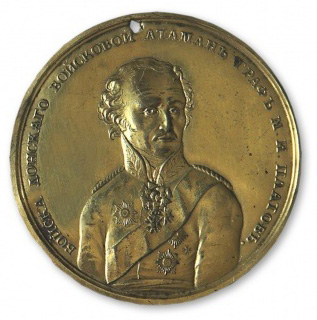
Медальон в честь Платова, 1814 год

Граф Матвей Иванович Платов (1751—1818) — атаман Всевеликого войска Донского, который принимал участие во всех войнах Российской империи конца XVIII — начала XIX века, — увековечен как в основанном им городе Новочеркасске, так и за его пределами.
Сопровождая Александра I в лондонской поездке, Матвей Иванович Платов был встречен англичанами с необычайными почестями. Его именем был назван корабль королевских военно-морских сил, а Лондонским монетным двором в его честь были отчеканены бронзовые медали: автор одной — Дж. Милтон, автор другой — Д. Вествуд.
В 1814—1815 годы В России появились односторонние медальоны с портретами героев Отечественной войны. Медальоны эти вставлялись в кубки, табакерки, шкатулки и прочие предметы. Были они и с портретами Платова. Как русской, так и иностранной работы. С 26 августа 1904 года имя Платова (как вечного шефа) стал носить 4-й Донской казачий полк.

## Хронология
В советское время государство не придавало значения сохранению казачьих традиций и увековечиванию памяти о казачьих атаманах, за редким исключением. Ситуация изменилась в начале XXI века, с возрождением донского казачества:
- В 2003 году в Новочеркасске к 250-летию со дня рождения атамана был установлен конный памятник Платову скульптора А. А. Скнарина. В том же году в городе Белая Калитва был открыт казачий кадетский корпус, носящий имя Платова.
- 1 сентября 2008 года в рамках проекта «Аллея Российской славы» в «Московском кадетском казачьем корпусе им. Шолохова» был установлен бюст Платова.
- В 2011 году в микрорайоне Шилово в Воронеже одна из улиц была названа в честь генерала Платова.
- С 24 июня 2013 года имя Платова носит Южно-Российский государственный политехнический университет.
- В августе 2013 года у храма Петра и Павла в станице Старочеркасской Ростовской области была установлена мемориальная доска со следующим текстом:[2]

«Здесь в церкви Петра и Павла в 1753 году был крещен Матвей Иванович Платов, атаман войска донского, герой Отечественной войны 1812 года, генерал от кавалерии».

- 7 декабря 2013 года в парке «Казачьей славы» на  Красноказарменной ул. (Москва, ЮВАО) установлен памятник Платову (автор скульптор К. Р. Чернявский, архитектор А. С. Шапин). Инициатор и организатор конезаводчик П. О. Мощалков — организатор и руководитель «Конного похода Москва-Париж», по предложению П. С. Дейнекина, генерала армии, Героя Российской Федерации.
- В 2015 году в Ростове-на-Дону у здания ЮФУ была установлена копия московского памятника Платову[3].
- Именем Платова назван фирменный поезд № 641/642, курсирующий по маршруту Ростов—Адлер.
- В 2017 году имя «Платов» присвоено новому аэропорту, открытому в Ростове-на-Дону 7 декабря.

## Памятники и памятные доски
В 1853 году в Новочеркасске, на собранные по подписке народные деньги был поставлен памятник М. И. Платову (авторы П. К. Клодт, А. Иванов, Н. Токарев). В 1923 году памятник сняли и передали в Донской музей, в 1925 году на тот же постамент был установлен памятник Ленину. Хотя памятник Платову находился в музейной коллекции, в 1933 году его переплавили на подшипники. В 1993 году памятник Ленину был демонтирован, и на постамент вновь вернулся восстановленный памятник Платову.

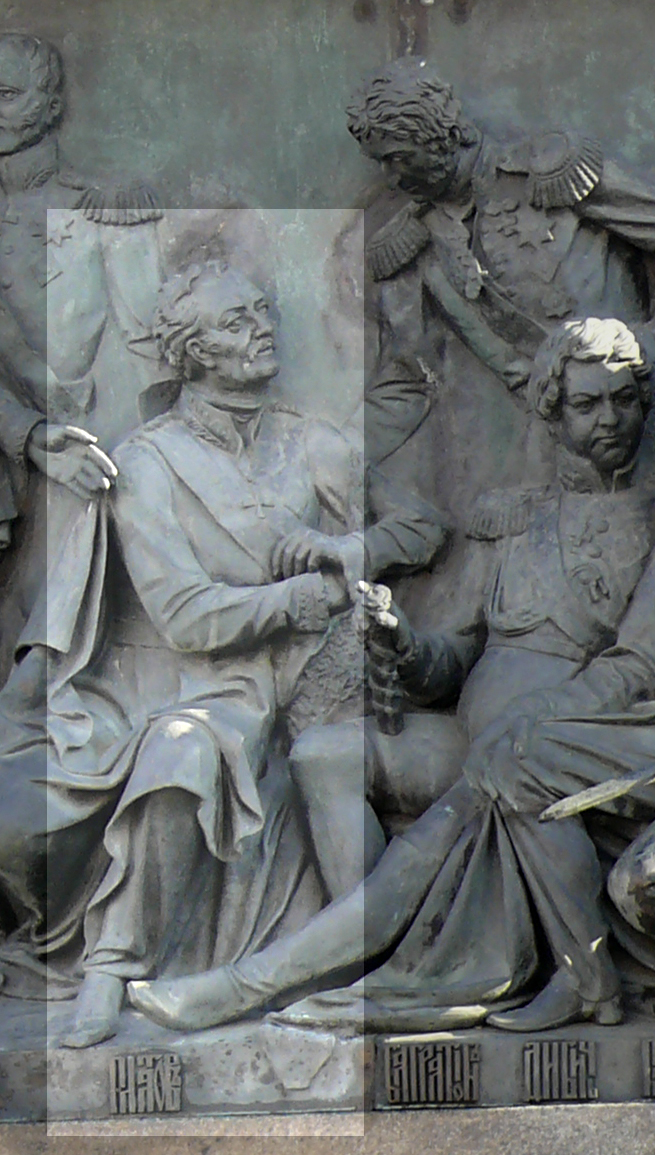
Горельеф Платова в нижнем ярусе памятника «Тысячелетие России», Великий Новгород
Памятная стела на площади Платова, Каменск-Шахтинский
Бюст Платова в Старочеркасске
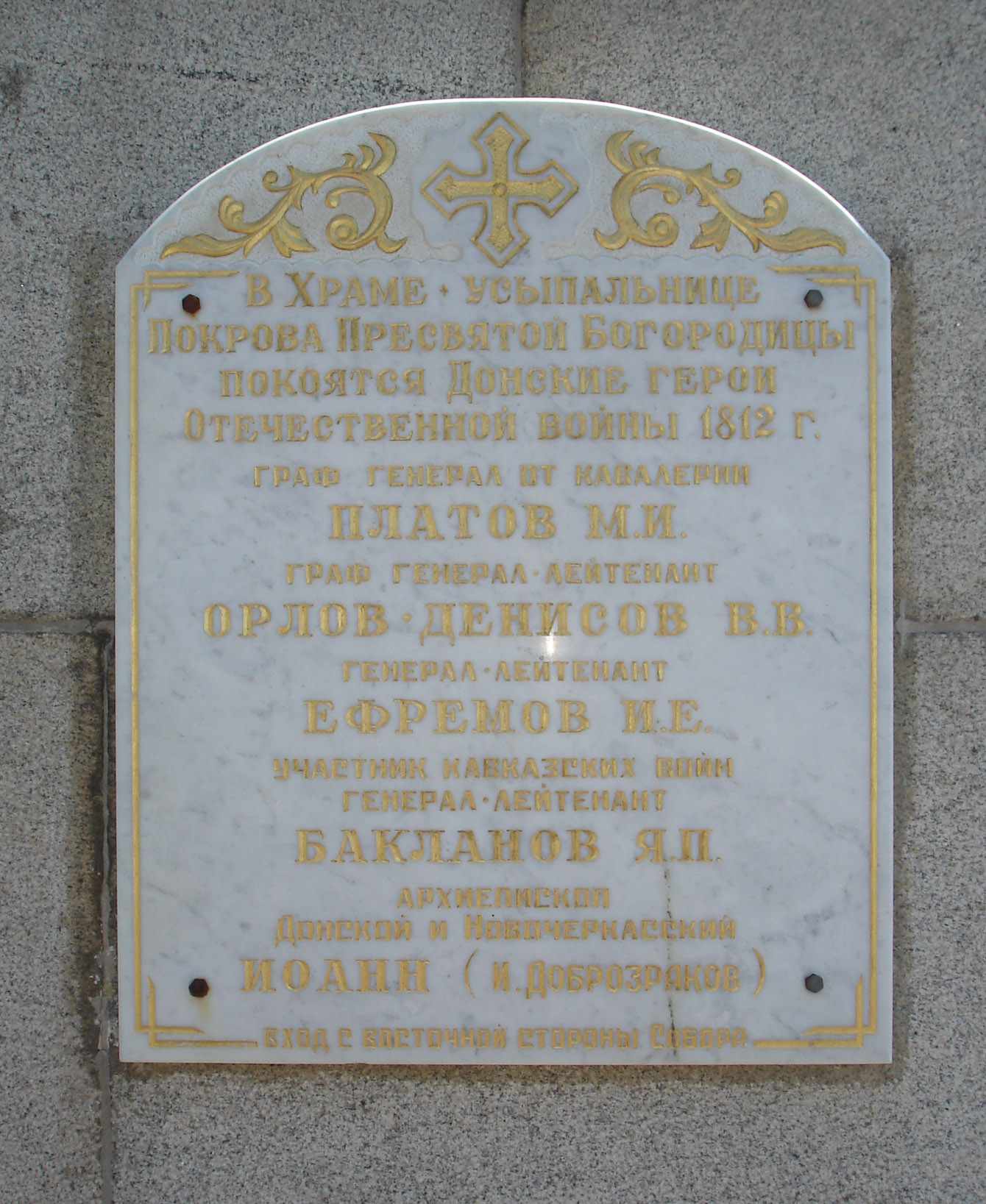
Памятная доска на Вознесенском соборе, Новочеркасск
Памятная доска на Воскресенском соборе, Старочеркасск
Памятная доска на Петропавловском соборе, Старочеркасск

Памятник в Каменске-Шахтинском
Памятник в Ростове-на-Дону, ул. Большая Садовая
Памятник в Москве
Памятник в Новочеркасске

В Великом Новгороде на памятнике «Тысячелетие России», установленном в 1862 году, среди 109 фигур российских исторических деятелей нижнего яруса (северо-восточная часть, «Военные люди и герои») присутствует и фигура М. И. Платова.
В 2010 году в городе Семикаракорске Ростовской области в память об атамане и его заслугах был открыт памятник. Инициаторами создания памятника был председатель местного отделения партии «Справедливая Россия» и объединение офицеров запаса «Мегапир».
19 октября 2019 года бюст Платова открыт в городе Ярцево Смоленской области.
Объектом нематериального культурного наследия являются названия, в том числе и названия кораблей. С мая 1813 г. по 2019 г. выявлено 18 кораблей, связанных с именем М. И. Платова.
Ныне, в России эксплуатируются шесть кораблей, связанных с именем атамана Войска Донского М. И. Платова.

## Награды имени Платова
Существуют:

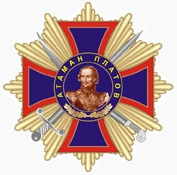
Награда Ростовской области

- Орден Атамана Платова награда Ростовской области, утверждённая в 2011 году правительством области.
- Орден «Атаман Платов» трёх степеней и одноимённая медаль двух степеней.[6] Учреждён «Великим Братством Казачьих Войск» в ознаменование 250-летия со дня рождения Матвея Ивановича Платова и предназначен для награждения лиц, отличившихся в деле возрождения и становления Казачества. По положению награждение производится последовательно: медалью 2-й и 1-й степени, затем орденом 3-й, 2-й и 1-й степеней.
- Постановлением Совета Атаманов Союза Казаков России № 4 от 19.02.2006 года, утверждена медаль «Атаман Платов».[7]

## В географии
- Станица Будённовская (Пролетарский район Ростовской области) до революции называлась Платовской.
- До первой половины 1920-х годов в Новочеркасске была Платовская улица, затем переименованная в Подтёлковский проспект. В настоящее время проспекту возвращено его историческое наименование.
- В 1976 году в Москве в честь атамана названа Платовская улица. Название перенесено с застроенного Платовского проезда, названного так в 1912 году в честь празднования 100-летия Отечественной войны 1812 года.
- В сентябре 2010 года городская площадь Каменск-Шахтинска, ранее носившая имя Щаденко, была названа именем Платова, по указанию которого архитектор Де Воллан выполнил первоначальную планировку станицы Каменской. На площади установлена памятная стела и бронзовый бюст атамана.
- В 2011 году в микрорайоне Шилово в Воронеже одна из улиц была названа в честь генерала Платова.

## В литературе и кино
- Платов является одним из главных героев сказа Н. С. Лескова «Левша», по мотивам которого в 1986 году был снят фильм «Левша», в котором роль Платова исполнил Владимир Гостюхин.
- В фильме «Кутузов» (1943) роль Платова исполнил Сергей Блинников.
- Матвею Ивановичу Платову посвящён один из ранних романов Петра Николаевича Краснова «Атаман Платов».
- Роль Платова в кинофильме «Суворов» сыграл Юрий Домогаров.

## На деньгах
- В 2012 году Центральным банком России была выпущена монета номиналом 2 рубля из стали с никелевым гальваническим покрытием серии «Полководцы и герои Отечественной войны 1812 года» с изображением на реверсе портрета генерала от кавалерии М. И. Платова[8].

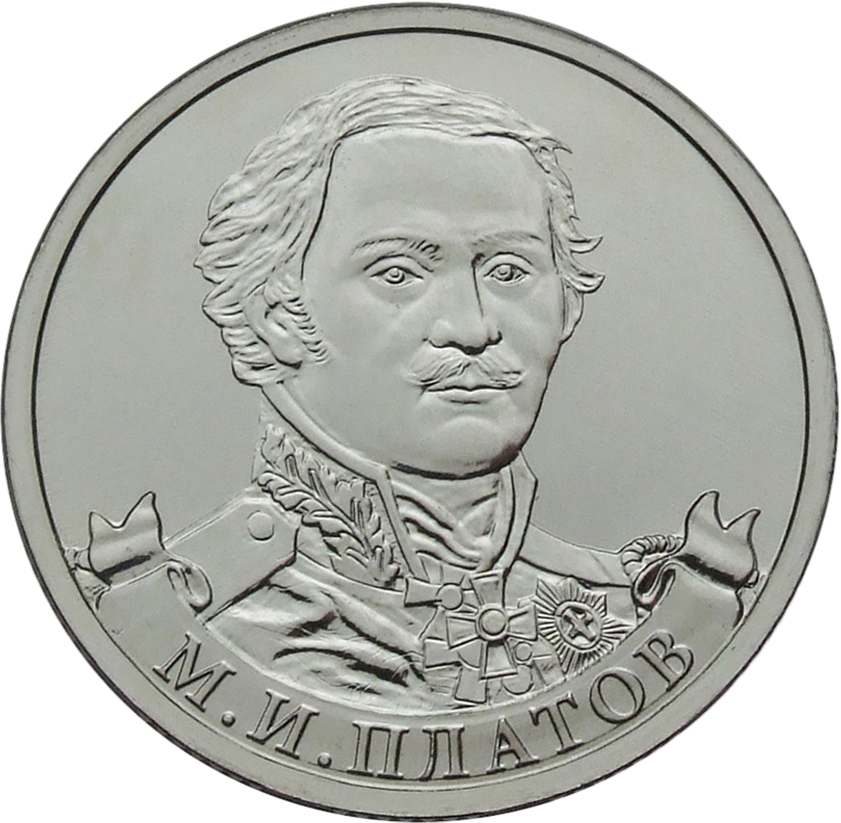
Монета России, 2012 год
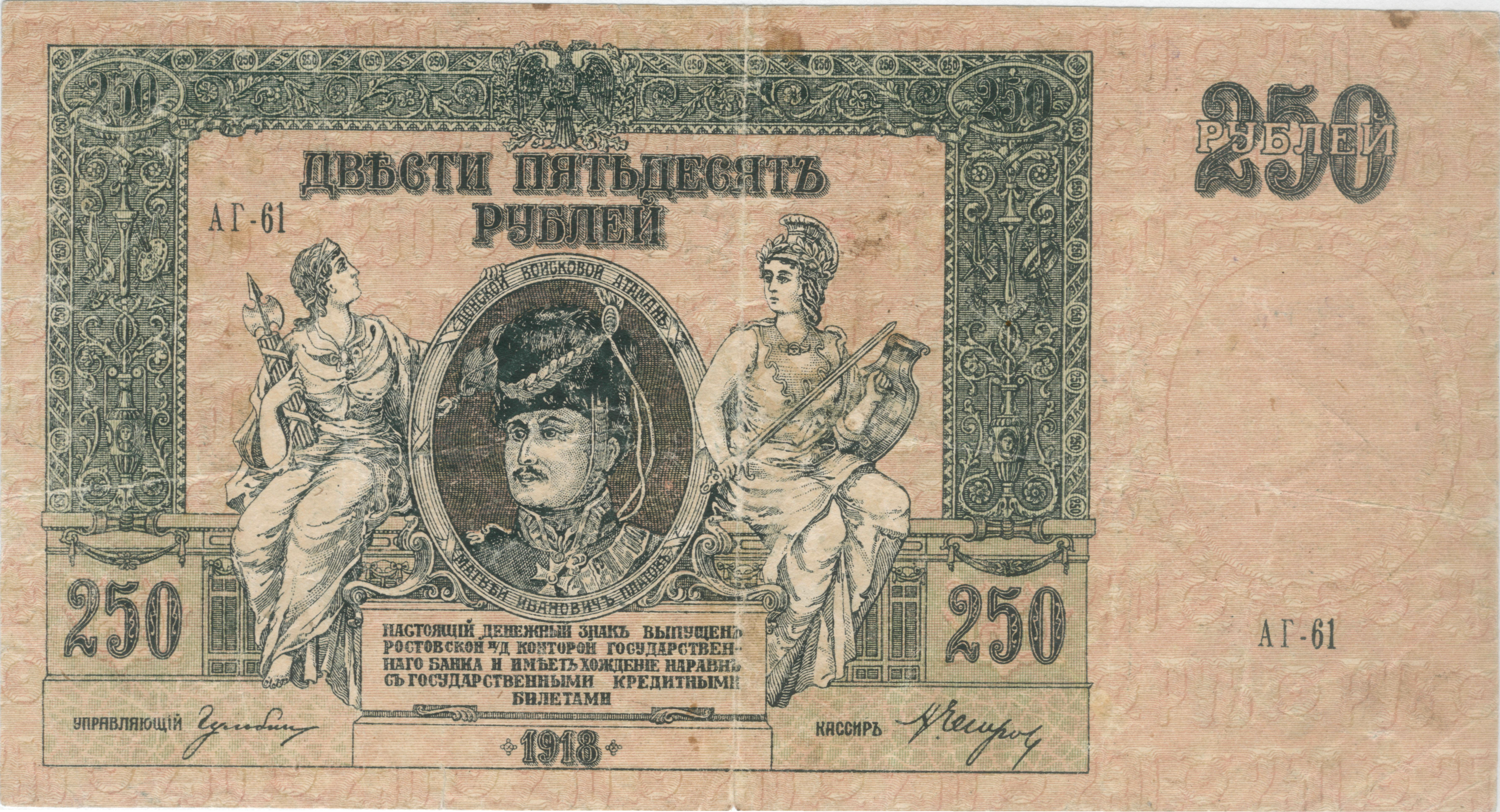
Атаман Платов на 250 донских рублях, 1918 год
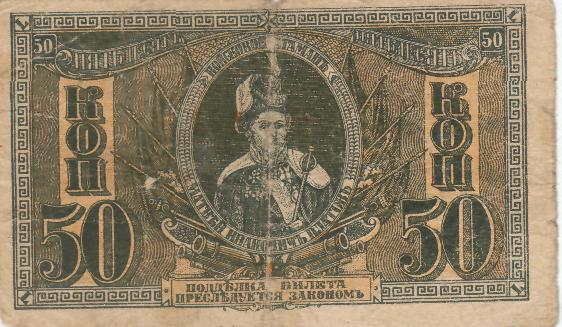
и на 50 донских копейках, 1918 год

## На почтовых знаках

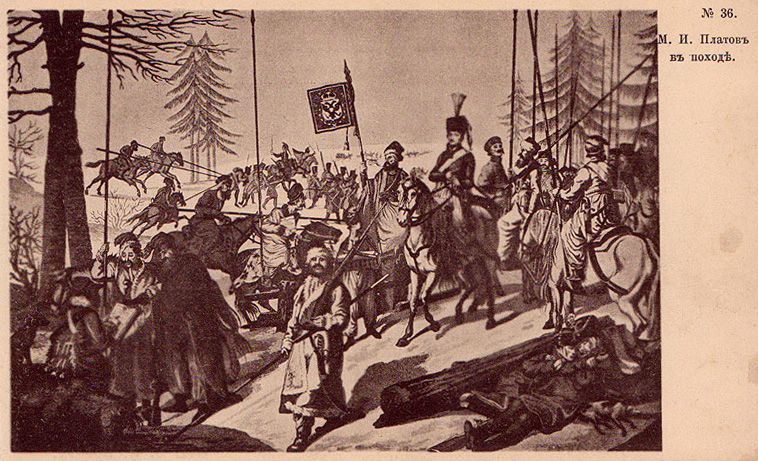
Почтовая карточка Российской империи
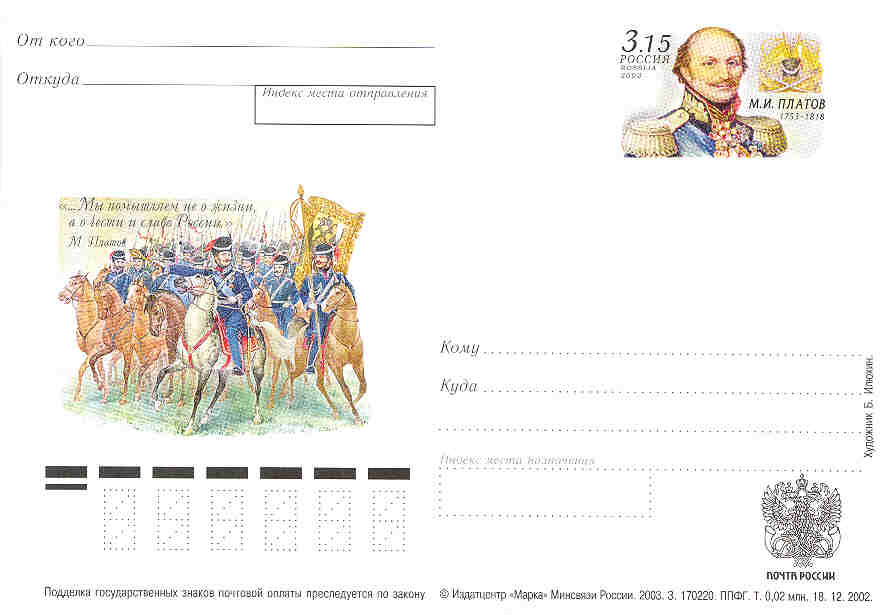
Почтовая карточка России, 2003 год
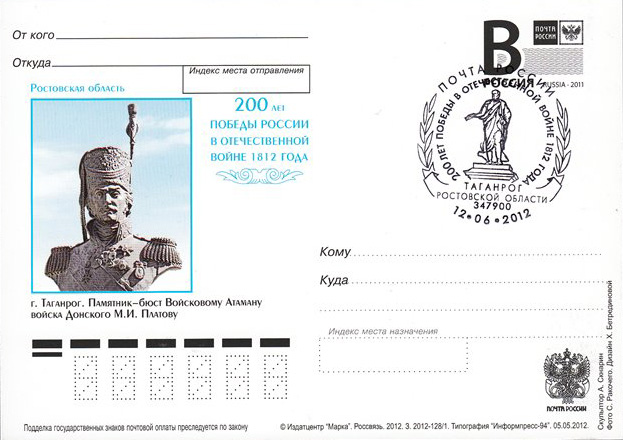
Почтовая карточка России, 2012 год
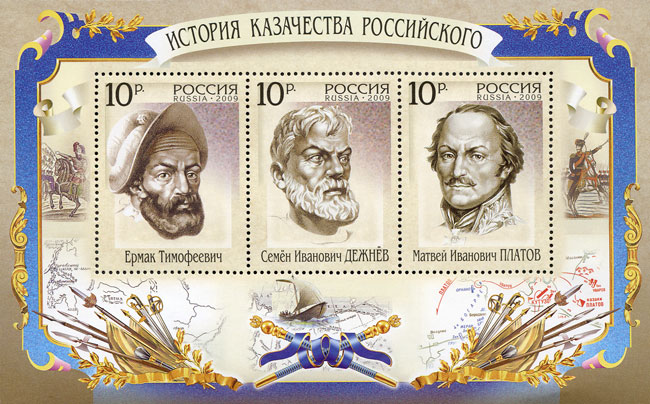
Почтовый блок России, 2009 год: Ермак, Дежнёв, Платов.